# Szlak Odry – 741,6 km

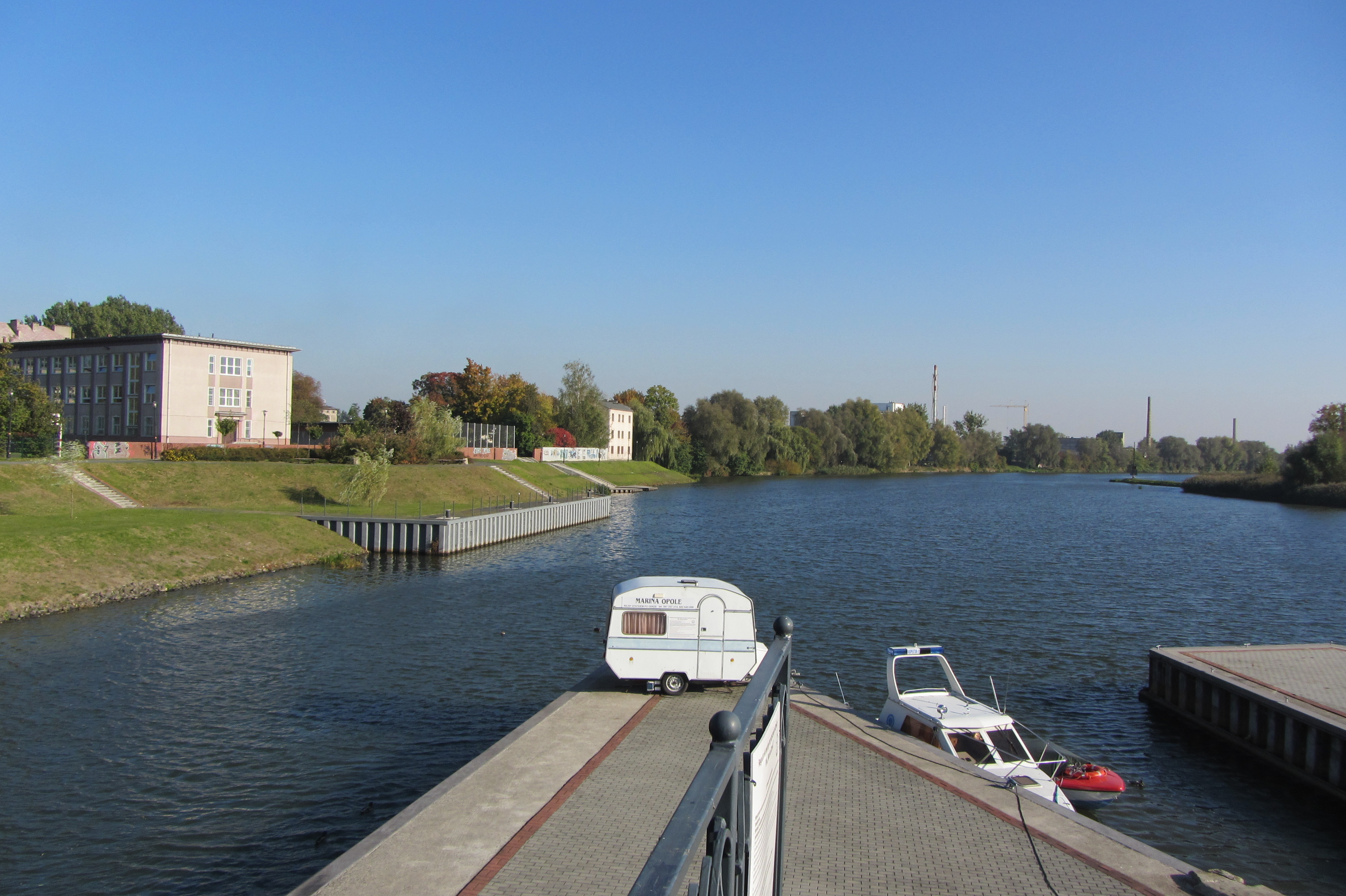
Odra w Opolu

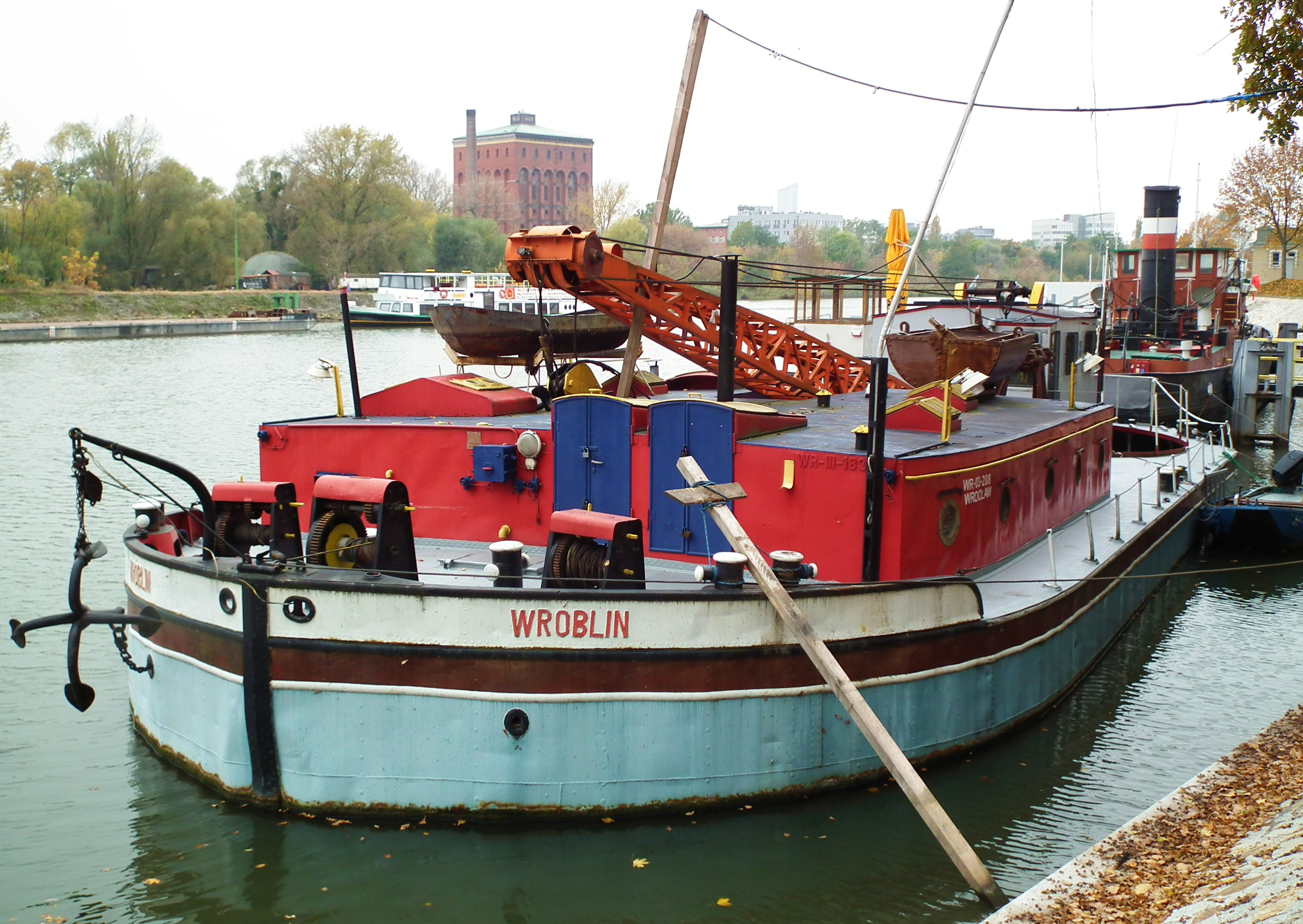
Żuraw pływający Wróblin na Odrze we Wrocławiu

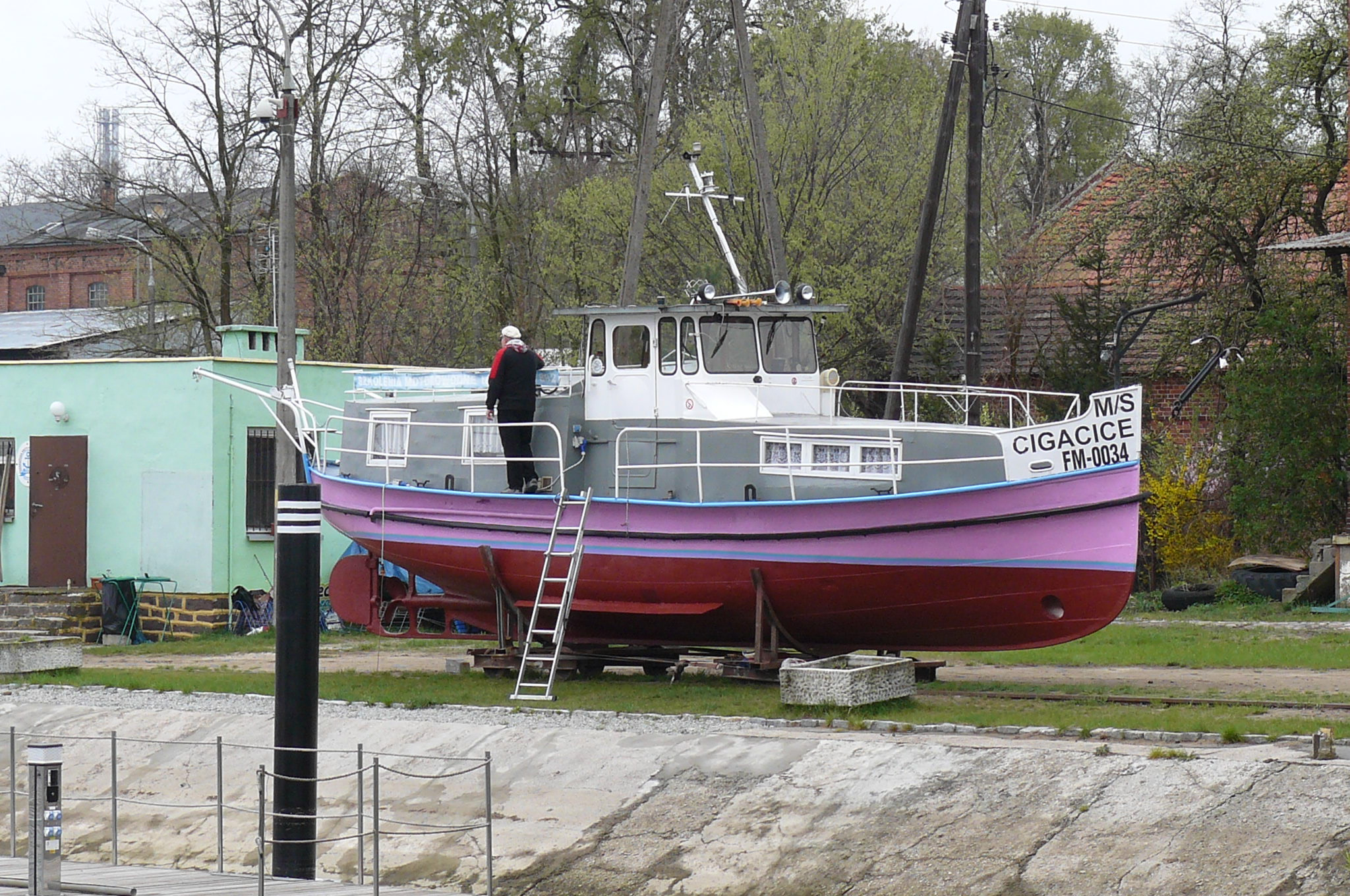
Port w Cigacicach

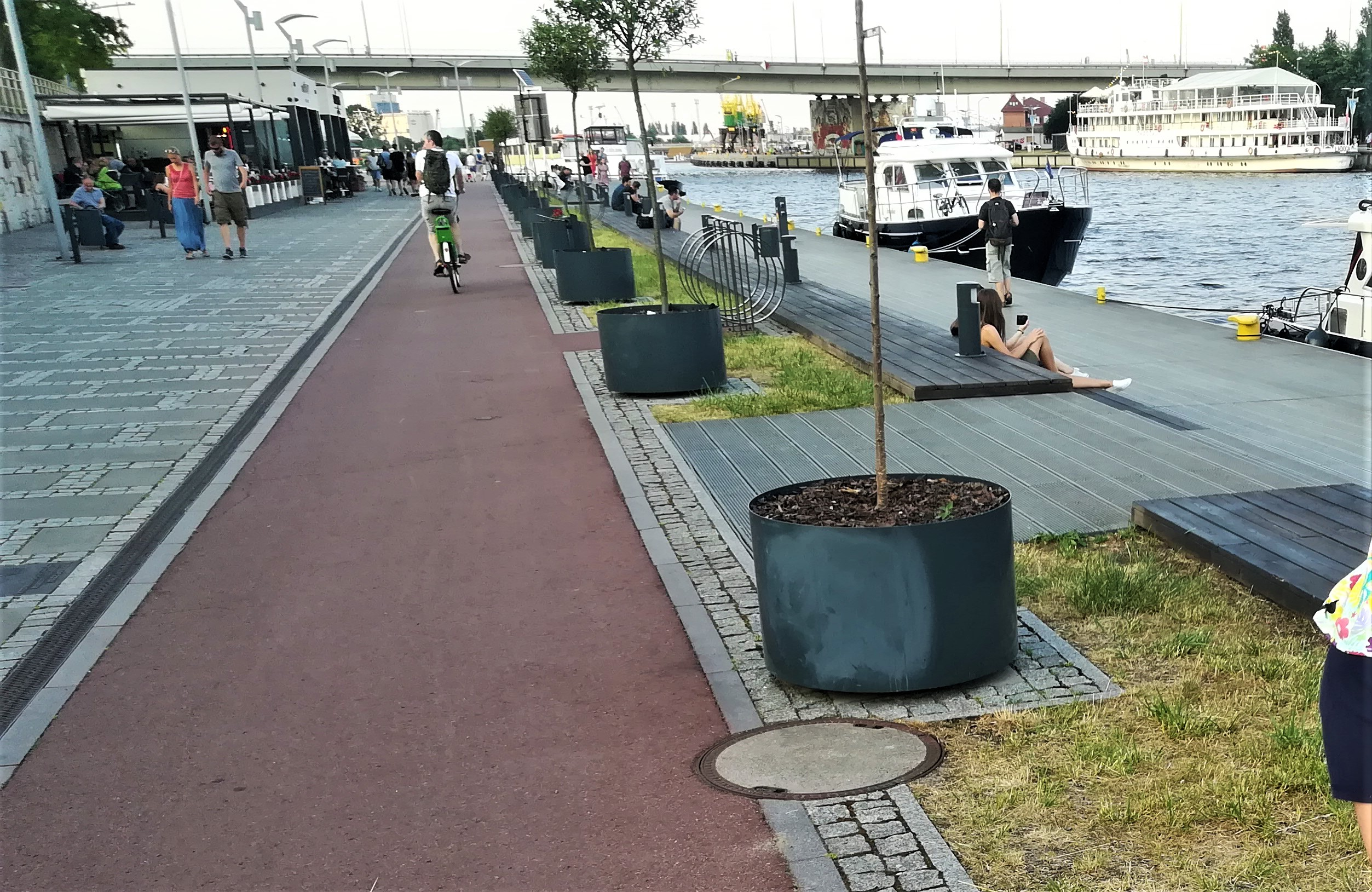
Nabrzeże w Szczecinie

Szlak Odry – 741,6 km – odznaka turystyczno-krajoznawcza przyznawana przez Komisję Turystyki Żeglarskiej Zarządu Głównego Polskiego Towarzystwa Turystyczno-Krajoznawczego na podstawie przedstawionej przez wnioskującego kroniki-dzienniczka. 

## Cele
Odznaka została ustanowiona przez prezydium Zarządu Głównego PTTK uchwałą nr 410/XVI/2009 z dnia 30 maja 2009 i przyjęta do rozpowszechniania przez Centrum Turystyki Wodnej PTTK. Celem odznaki jest popularyzowanie walorów turystyczno-krajoznawczych szlaku rzeki Odry i jej wpływu na rozwój gospodarczy miast leżących nad brzegami, poznawanie pomników przyrody oraz obiektów kultury materialnej na szlaku, promowanie turystyki wodnej (wioślarstwa, kajakarstwa, motorowodniactwa i żeglarstwa), a także popularyzowanie inicjatyw wzbogacających ofertę turystyczną oraz infrastrukturę nadbrzeżną (mariny, przystanie, pomosty) na całym szlaku rzeki Odry.

## Stopnie
Odznaka ma dwa stopnie przyznawane niezależnie od siebie oraz stopień trzeci, szczególny:
- złota (przyznawana turystom, którzy na jachcie żaglowym, motorowym, kajaku, tratwie, łodzi wiosłowej, albo innym sprzęcie pływającym przepłynęli szlak Odry w czasie jednej imprezy w danym roku),
- srebrna (przyznawana turystom, którzy dokonali powyższego wyczynu w odcinkach rozłożonych na kilka sezonów turystycznych),
- honorowa (przyznawana dla osób fizycznych i prawnych, organizacji pozarządowych, podmiotów samorządowych oraz związków gmin, które w swoim działaniu popularyzują walory krajoznawcze oraz wykorzystanie rzeki i przyczyniają się do ich turystycznego zagospodarowania)[1].

Złotą i srebrną odznakę zdobywa uczestnik rejsu po przedstawieniu kroniki (dzienniczka) udokumentowanej zdjęciami i pieczątkami miejscowymi (np. zwiedzanych obiektów), według wykazu załączonego do regulaminu odznaki. W przypadku rejsu zorganizowanego komandor rejsu potwierdza przebytą trasę. Przykładowe zestawienie miejsc zawarte w regulaminie:

- Koźle
- Januszkowice
- Krępa
- Krapkowice
- Rogów
- Groszowice
- Opole
- Wróblin
- Dobrzeń
- Chróścice
- ujście Nysy Kłodzkiej
- Zwanowice
- Brzeg
- Lipki
- Oława
- Ratowice
- Wrocław (Śluza Opatowice, Śluza Mieszczańska)
- Różanka
- Rędzin
- Uraz
- Brzeg Dolny
- Ścinawa
- Głogów
- Bytom Odrzański
- Nowa Sól
- Cigacice
- Krosno Odrzańskie
- Słubice
- Kostrzyn nad Odrą
- Gozdowice
- Gryfino
- Szczecin[1]